# قره‌قوردلو
قره‌قوردلو (به لاتین: Qaraqurdlu) یک منطقه مسکونی در جمهوری آذربایجان است که در شهرستان خاچماز واقع شده است. قره‌قوردلو ۳۰۳۲ نفر جمعیت دارد.